# Agnieszka Holland

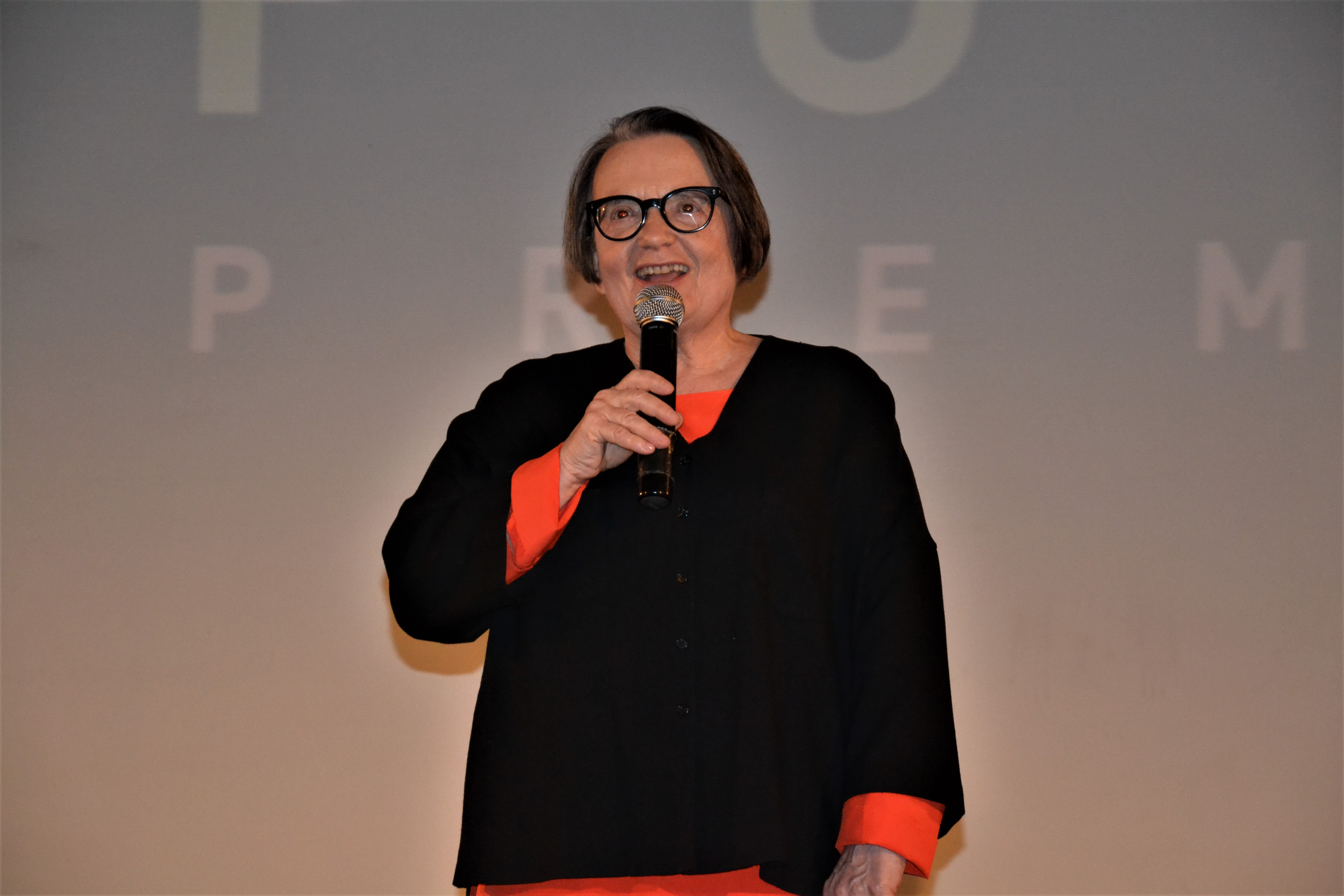
Agnieszka Holland

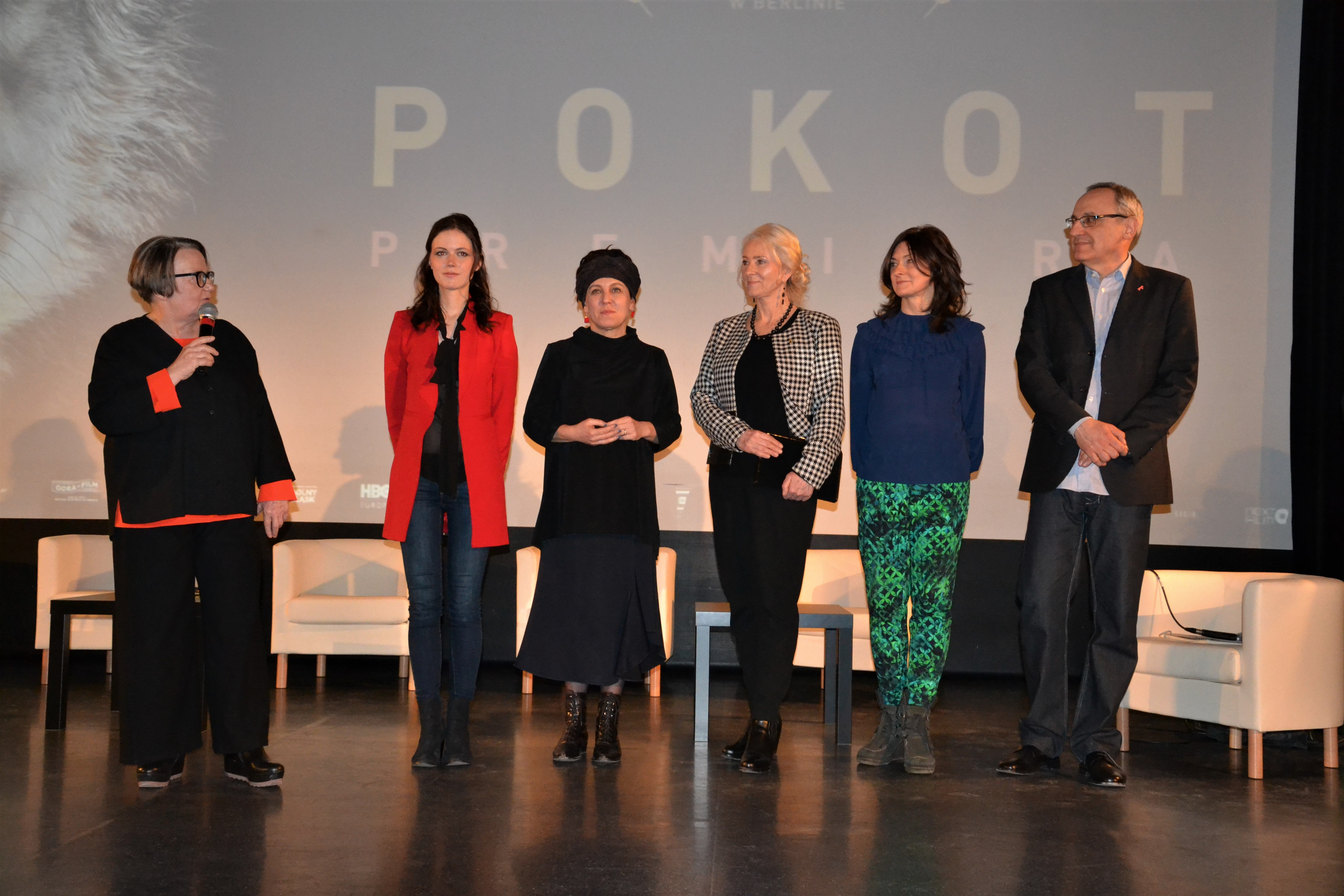
Pokot

Agnieszka Holland (přechýleně Hollandová; * 28. listopadu 1948 Varšava) je polská filmová režisérka a scenáristka, která vystudovala na pražské FAMU (1966–1971). Svou kariéru zahájila jako asistentka režie u významných osobností polské kinematografie Krzysztofa Zanussiho a Andrzeje Wajdy.

## Život
Agnieszka Holland vystudovala režii na FAMU. Již v době působení ve škole se výrazně angažovala ve studentském hnutí a prezentovala své politické názory a přesvědčení, které později vetknula do svých filmů.

## Tvorba
Její první samostatný film byl Provinční herci (Aktorzy Prowincjonalni, 1978), kronika složitých vztahů v zákulisí v divadle malého městečka, mnohými chápaná jako metafora tehdejší politické situace v Polsku. Film získal Mezinárodní cenu poroty v roku 1980 na filmovém festivalu v Cannes.
V Polsku ještě natočila dva filmy, Horečka (Gorączka, 1980) a Osamělá žena (Kobieta samotna, 1981), potom emigrovala do Francie, krátce před vyhlášením výjimečného stavu v její rodné zemi. Filmy Provinční herci nebo Osamělá žena bývají řazeny do polského Kina morálního neklidu.
Holland získala nominaci na Oscara za „Nejlepší zahraniční film“ za film z roku 1985 Bittere Ernte (Angry harvest), německý film o osudech židovských žen v době druhé světové války.
Za její nejlepší dílo je považován film Evropa, Evropa (1990), natočený podle životopisu Solomona Perela, židovského mladíka, který utíká z Německa do Polska po Křišťálové noci roku 1938. Film byl oceněn Zlatým glóbem a získal Oscarovou nominaci za nejlepší zahraniční film. Po tomto úspěchu se na ni obrátilo americké filmové studio Warner Bros s nabídkou režírovat film Tajemná zahrada dle známé knižní předlohy Tajná zahrada, jejíž autorkou je anglo-americká spisovatelka Frances Hodgson Burnettová.
V roce 2009 dokončila společně se svou dcerou Kasiou Adamik film Jánošík – Pravdivá historie. V roce 2012 Agnieszka Holland přijala nabídku na natočení třídílného dramatu pro HBO Hořící keř o činu Jana Palacha, který se v lednu 1969 upálil na protest proti sovětské okupaci Československa a nastupující normalizaci.
Období Pražského jara a nastupující normalizace prožila Agnieszka Holland jako studentka FAMU v Praze a za své politické aktivity byla šest týdnů vězněna v ruzyňské věznici. O těchto zkušenostech, vlivu pražské FAMU a českého prostředí na její další směřování vypovídá celovečerní dokument Návrat Agnieszky H. (2013, premiéra v české kinodistribuci v lednu 2014) v režii Krystyny Krauze a Jacka Petryckiho.
V červnu 2014 převzala na Ministerstvu zahraničí ČR ocenění Gratias Agit. Na polské ambasádě v České republice pak obdržela vyznamenání „Bene merito“, v obou případech za posilování mezinárodní prestiže dané země v zahraničí.
Dne 23. března 2017 převzala titul doctor honoris causa Akademie múzických umění v Praze. V Lichtenštejnském paláci obdržela diplom a zlatou medaili AMU.
Dne 6. března 2021 získala Agniezska Holland v soutěži, každoročně vyhlašované Českou filmovou a televizní akademií, Českého lva za režii filmu Šarlatán. Film Šarlatán byl zároveň oceněn jako nejlepší film roku 2020.
V roce 2024 byla oceněna Medailí za zásluhy I. stupně o stát v oblasti kultury.

## Filmografie
- 1978: Provinční herci (Aktorzy prowincjonalni)
- 1980: Horečka (Gorączka)
- 1981: Osamělá žena (Kobieta samotna)
- 1985: Bittere Ernte (Hořká sklizeň)
- 1988: Jak zabít kněze (Le complot)
- 1990: Evropa, Evropa (Europa, Europa)
- 1992: Oliviére, Oliviére (Olivier, Olivier)
- 1993: Tajemná zahrada (The Secret Garden)
- 1995: Úplné zatmění (Total Eclipse)
- 1997: Washingtonské náměstí (Washington Square)
- 2002: Julie Walking Home (Julie na cestě domů)
- 2006: Ve stínu Beethovena (Copying Beethoven)
- 2009: Jánošík – pravdivá historie
- 2011: V temnotě (W ciemności)
- 2012: Hořící keř
- 2018: Přes kostí mrtvých
- 2019: Pan Jones (Mr. Jones)
- 2020: Šarlatán
- 2023: Hranice (Zielona granica, The Green Border)
- 2025: Franz

## Vyznamenání
- 2021  Medaile prezidenta Slovenské republiky
- 2021  Řád znovuzrozeného Polska důstojník
- 2021  Řád znovuzrozeného Polska velkodůstojník
- 2024  Medaile Za zásluhy I. stupně